# Skyddsrummet Skravelberget

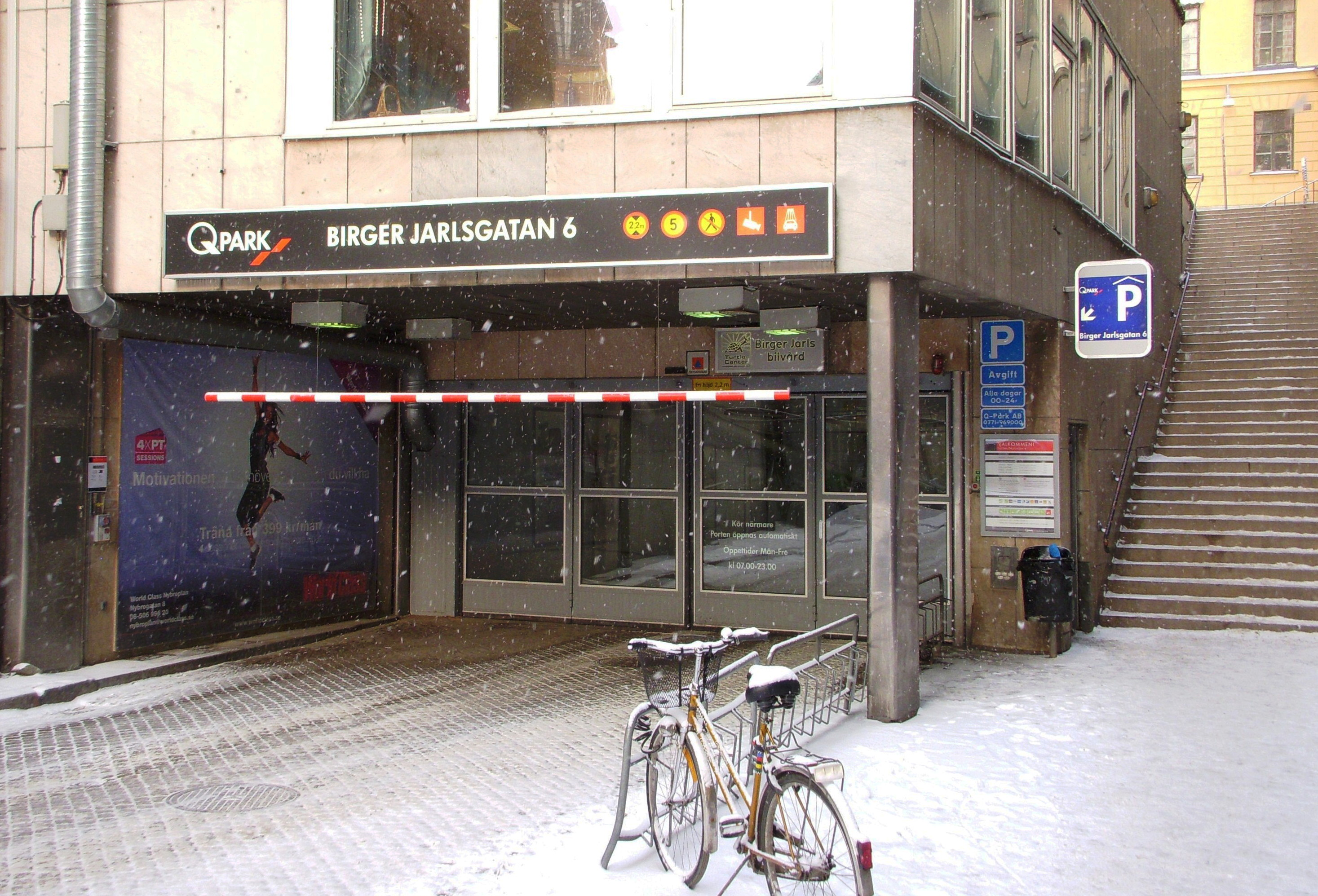
Infart till garaget, februari 2012.

Skyddsrummet Skravelberget var ett civilt skyddsrum på Östermalm i Stockholm. Det är beläget vid Birger Jarlsgatan 6, under kvarteret Skravelberget större och angränsande kvarter och uppfördes under 1950-talet men nyttjas numera enbart som parkeringsgarage.

## Bakgrund
Eftersom svenska regeringen befarade ett kärnvapenangrepp mot Sverige och speciellt Stockholm anlades under 1950- och 1960-talen flera stora skyddsrum för civilbefolkningen i Stockholm. Samtidigt försökte Stockholms stad öka antalet parkeringsplatser för stadens allt fler bilar. Bland dessa skyddsrum med dubbel funktion finns "Skyddsrummet Johannes/Philipsonsgaraget" (yta 7 400 m²) som blev det första, "Skyddsrummet Skravelberget", (yta 6 930 m²), "Skyddsrummet Klara/Vattugaraget" (yta 6 650 m²) och det största; "Katarinabergets skyddsrum/P-hus Slussen" (yta 15 900 m²) för cirka 20 000 personer.

## Bygget
Att anordna ett skyddsrum under "kvarteret Skravelberget större" med angränsande gator och kvarter fastställdes redan i en stadsplaneändring i april 1947. Då bestämdes även breddning av Styckjunkargatans södra del, där infarten till garaget/skyddsrummet kom att anordnas.
Byggnadsverket är ett så kallat "bergfast skyddsrum" (insprängt i berget) i tre plan, som sträcker sig i flera tvära vinklar under Riddargatan och fastigheten Skravelberget större 22 som ritades 1954 av arkitekt Ernst Grönvall. Anläggningen konstruerades av Hjalmar Granholm. Ytan är på 6 930 m² och antalet skyddsrumsplatser var cirka 12 000. Skyddsrumsutrustningen är i stort sedd avlägsnad, bara någon enstaka gasdörr och ingjutna stötvågsventiler påminner om den ursprungliga funktionen. 
Idag är anläggningen i dåligt skick och skulle i en krissituation inte kunna iordningställas inom 48 timmar. Bergrummet nyttjas enbart som parkeringsgarage för 140 bilar som drivs av Q-Park under beteckningen “Birger Jarlsgatan 6”.

## Bilder

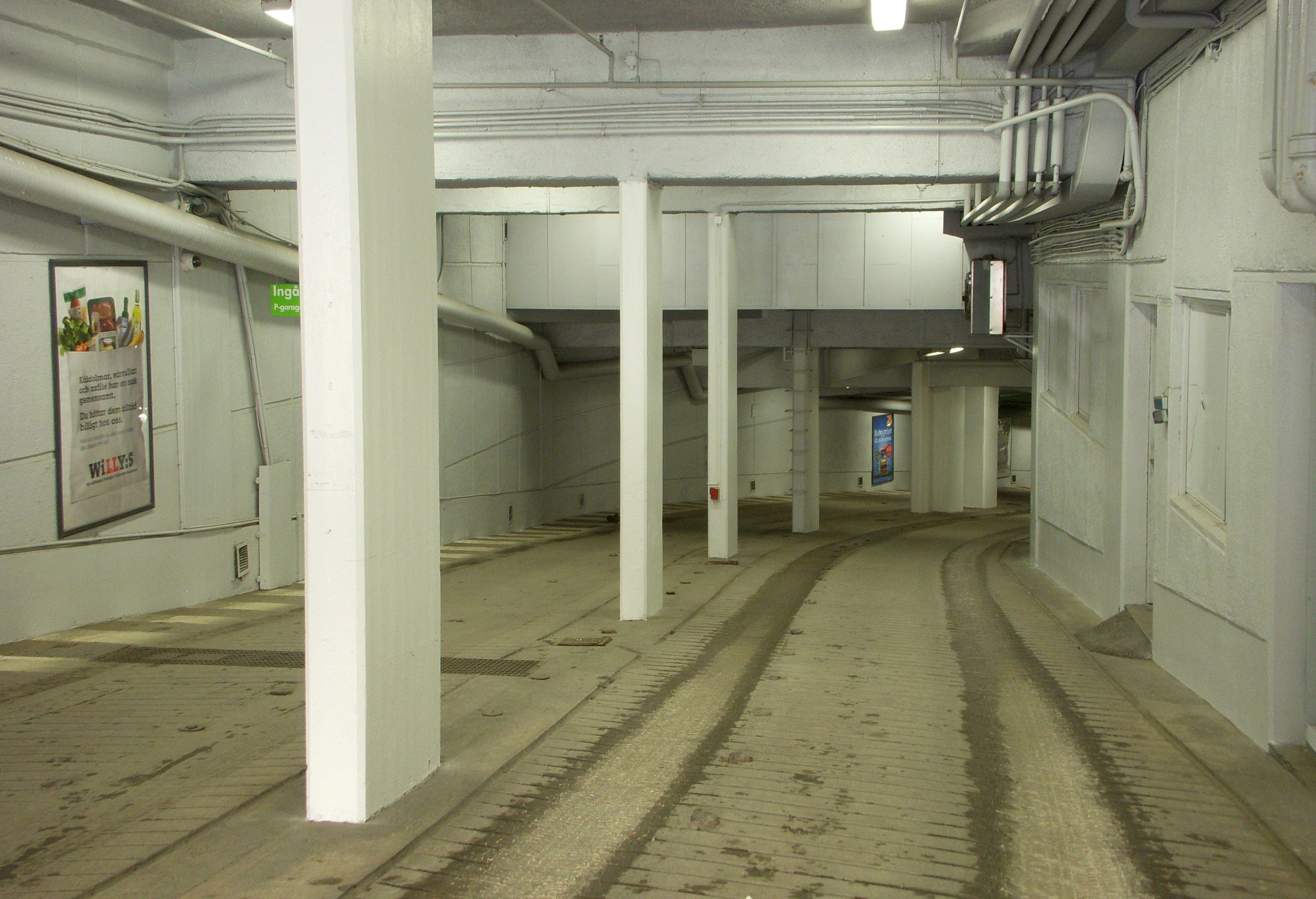
Rampen ner
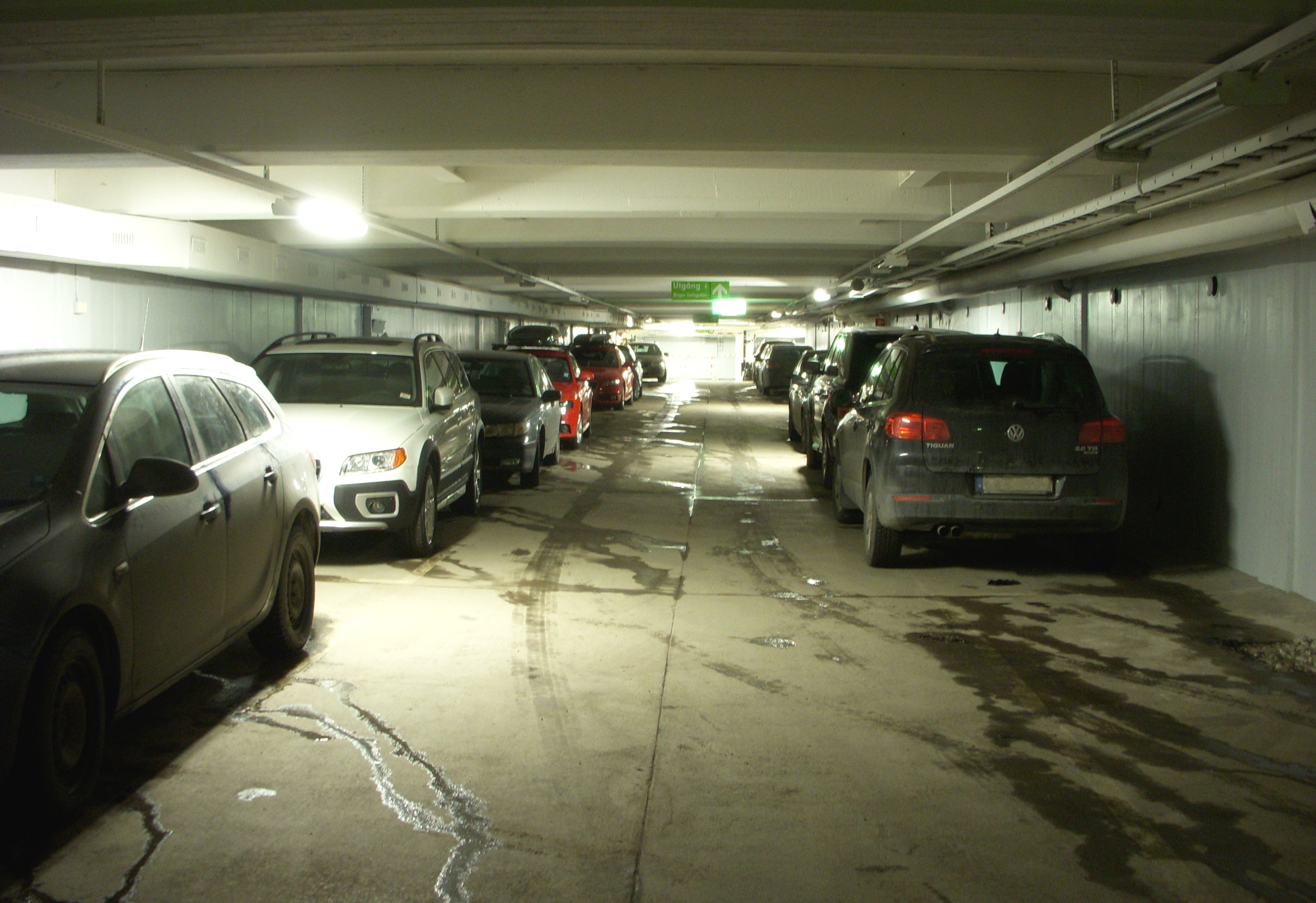
Undre våningsplanet
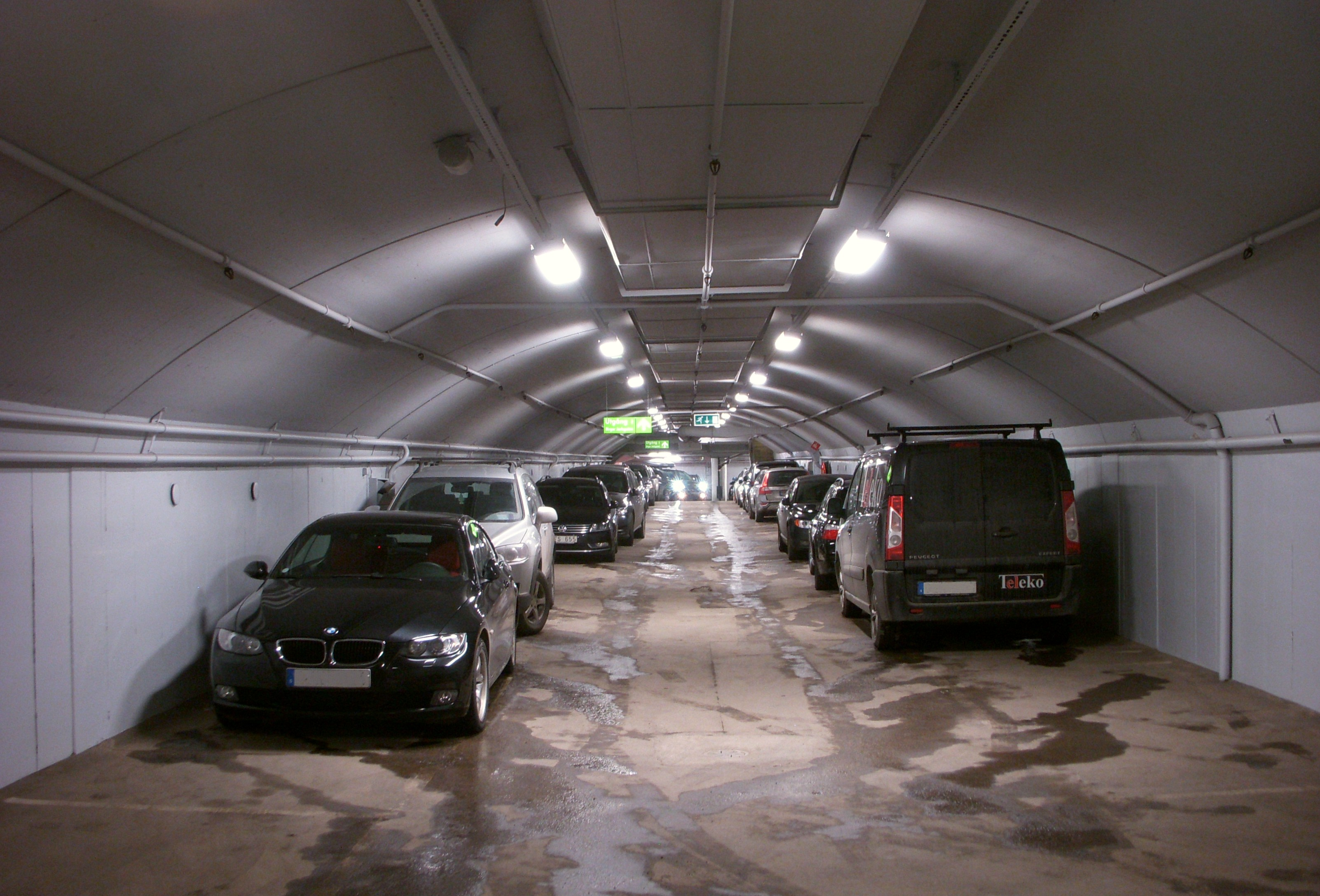
Övre våningsplanet
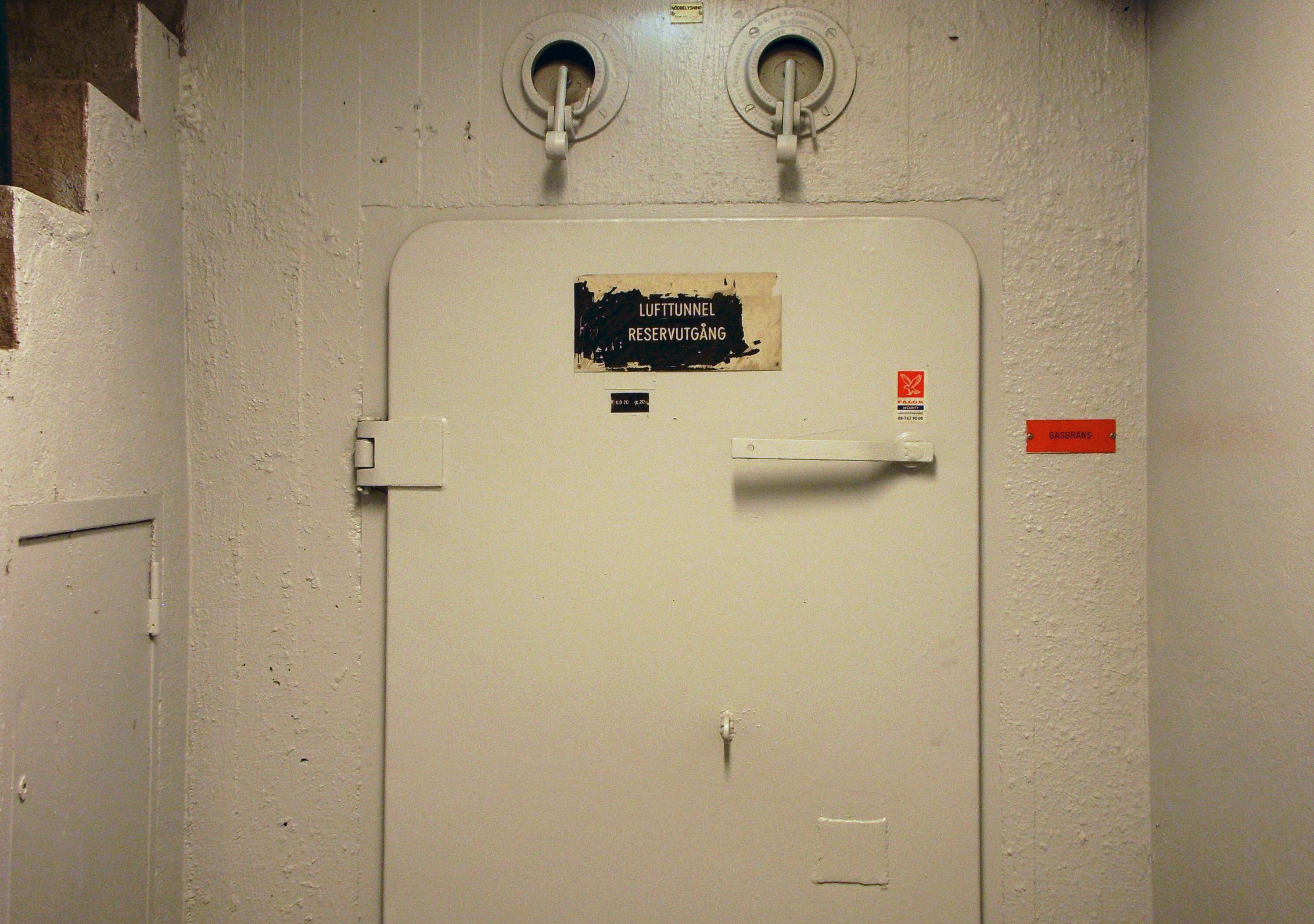
Gasdörr och stötvågsventiler